# Ойвож (приток Шервожа)
Ойвож — річка в Росії, протікає в Кудимкарському районі Пермського краю . Гирло річки знаходиться в 1,7 км по лівому березі річки Шервож . Довжина річки становить 12 км.
Исток на Верхнекамськая височини на кордоні з Кіровської областю, в 10 км на північний захід від села Верх-Буждом . Исток знаходиться на вододілі з басейном Чуса . Річка тече на південний схід і південь, весь перебіг проходить по ненаселённому лісового масиву. Впадає в Іньву в 3 км на північний схід від села Веселий Мис.

## Дані водного реєстру
За даними державного водного реєстру Росії відноситься до Камського басейнового округу, водогосподарський ділянка річки — Кама від міста Березники до Камського гідровузла, без річки Косьва (від витоку до Широківського гідровузла), Чусовая і Силва, річковий подбассейн річки — басейни приток Ками до впадання Білій. Річковий басейн річки — Кама .
За даними геоінформаційної системи водогосподарського районування території РФ, підготовленої Федеральним агентством водних ресурсів :
- Код водного об'єкта в державному водному реєстрі — 10010100912111100007857
- Код за гідрологічної вивченості (ГІ) — 111 100 785
- Код басейну — 10.01.01.009
- Номер томи по ГІ — 11
- Випуск за ГІ — 1